# Kabinett Ólafur Jóhannesson I
Das Kabinett Ólafur Jóhannesson I war eine Regierung der am 17. Juni 1944 ausgerufenen Demokratischen Republik Island (isländisch Lýðveldið Ísland). Es wurde am 14. Juli 1971 gebildet und löste das Kabinett Jóhann Hafstein ab. Es blieb bis zum 28. August 1974 im Amt, woraufhin es vom Kabinett Geir Hallgrímsson abgelöst wurde. 
Dem Kabinett gehörten Mitglieder der Fortschrittspartei (Framsóknarflokkurinn), der Volksallianz (Alþýðubandalag) sowie der Union der Liberalen und Linken (Samtök frjálslyndra og vinstrimanna) an.

## Regierungsmitglieder
| Amt                                                                    | Amtsinhaber                                               | Beginn der Amtszeit                     | Ende der Amtszeit                         |
| ---------------------------------------------------------------------- | --------------------------------------------------------- | --------------------------------------- | ----------------------------------------- |
| Premierminister                                                        | Ólafur Jóhannesson                                        | 14. Juli 1971                           | 28. August 1974                           |
| Justizminister und Minister für kirchliche Angelegenheiten             | Ólafur Jóhannesson                                        | 14. Juli 1971                           | 28. August 1974                           |
| Außenminister                                                          | Einar Ágústsson                                           | 14. Juli 1971                           | 28. August 1974                           |
| Finanzminister und Landwirtschaftsminister                             | Halldór Eggert Sigurðsson                                 | 14. Juli 1971                           | 28. August 1974                           |
| Sozialminister und Verkehrsminister                                    | Hannibal Valdimarsson Björn Jónsson Magnús Torfi Ólafsson | 14. Juli 1971 16. Juli 1973 6. Mai 1974 | 16. Juli 1973 6. Mai 1974 28. August 1974 |
| Fischereiminister und Handelsminister                                  | Lúðvík Jósepsson                                          | 14. Juli 1971                           | 28. August 1974                           |
| Minister für Gesundheit und Sozialversicherung sowie Industrieminister | Magnús Kjartansson                                        | 14. Juli 1971                           | 28. August 1974                           |
| Bildungsminister                                                       | Magnús Torfi Ólafsson                                     | 14. Juli 1971                           | 28. August 1974                           |
| Minister für Statistik (Hagstofa Íslands)                              | Magnús Torfi Ólafsson                                     | 14. Juli 1971                           | 28. August 1974                           |